# Bahía Collins (península Antártica)
La bahía Collins es una bahía que se extiende entre punta Azurduy y cabo Tres Pérez en la costa oeste de la península Antártica.

## Historia y toponimia
Primero fue cartografiada por la Expedición Antártica Belga (1897-1899), al mando de Adrien de Gerlache de Gomery. Fue nombrado por el Comité de Topónimos Antárticos del Reino Unido en 1959 en honor al contraalmirante Kenneth St. B. Collins, Marina Real británica, director de la Marina durante varios años a partir de 1955.

## Reclamaciones territoriales
Argentina incluye a la bahía en el departamento Antártida Argentina dentro de la provincia de Tierra del Fuego, Antártida e Islas del Atlántico Sur; para Chile forma parte de la comuna Antártica de la provincia Antártica Chilena dentro de la Región de Magallanes y de la Antártica Chilena; y para el Reino Unido integra el Territorio Antártico Británico. Las tres reclamaciones están sujetas a las disposiciones del Tratado Antártico.
Nomenclatura de los países reclamantes: 
- Argentina: bahía Collins[4][5]
- Chile: ¿?
- Reino Unido: Collins Bay[3]